# Patrick Cullinan
Patrick Cullinan (ur. 21 maja 1932, zm. 14 kwietnia 2011 w Kapsztadzie) – południowoafrykański pisarz i poeta.
Urodził się w Pretorii w zamożnej rodzinie właścicieli kopalni diamentów, ukończył University of Oxford w Wielkiej Brytanii. Po studiach powrócił do kraju i został właścicielem tartaka w Transwalu. Razem z Lionelem Abrahamsem założył w 1980 roku pismo literackie The Bloody Horse: Writings and the Arts. Był jednym z przeciwników apartheidu w RPA.